# Carole Lombard
Jane Alice Peters (Fort Wayne, 6 de octubre de 1908 - Potosí Mountain, 16 de enero de 1942), conocida artísticamente bajo el seudónimo de Carole Lombard; fue una actriz estadounidense de origen británico y alemán. Realizó más de cuarenta películas y fue nominada en una ocasión al premio de la Academia. Se especializó en papeles cómicos, como mostró en su última película Ser o no ser, el mismo año de su muerte en un accidente aéreo.

## Biografía

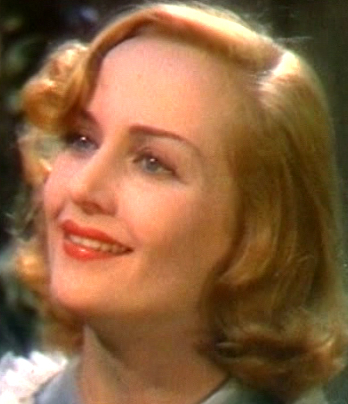
Lombard protagonizando la película de 1937 La Reina de Nueva York

Nació como Jane Alice Peters, en Fort Wayne, Indiana. Sus padres se divorciaron en 1916 y su madre se llevó a la familia al oeste. Decidió establecerse en el área de Los Ángeles, California.
Después de que el director de cine Allan Dwan la viera jugando al béisbol en la calle con los niños del barrio, Lombard firmó un contrato para la película A Perfect Crime en 1921 con 12 años de edad. Aunque intentó conseguir otros trabajos de interpretación, no sería vista otra vez hasta cuatro años después.
Regresó a su vida normal, yendo a la escuela y practicando el atletismo. A los 15 años, Lombard había abandonado los estudios, se unió a una compañía teatral y actuó en varios espectáculos que no tuvieron grandes repercusiones en los medios. En 1925, pasó una prueba cinematográfica y firmó un contrato con la 20th Century Fox.
En 1926, resultó gravemente herida en un accidente de automóvil que le dejó una cicatriz en el lado izquierdo de la cara. Una vez que se hubo recuperado, Fox canceló su contrato.
En el año 1931 se casó con William Powell, pero a los dos años se divorciaron. En el año 1939 se casó con Clark Gable, formando uno de los matrimonios más atractivos de Hollywood, que solo duró tres años, hasta la muerte de ella.
En 1942 fallecía en accidente de avión cuando regresaba a su estado natal donde fue a dar sus apoyos para la compra de bonos de guerra.

### Carrera
Su primer papel como actriz de la Fox fue Hearts and Spurs donde fue protagonista. Justo después de esa película, Lombard apareció en un western llamado Durand of the Badlands. En 1925 participó en la comedia Marriage in Transit. Ese año también hizo algunos cortometrajes.
En el año 1927, pasó un año a las órdenes de Mack Sennett, que fue el que la ayudó a mejorar su técnica como cómica, como se mostraría en sus películas posteriores. Encontró trabajo en varios cortometrajes durante 1928, pero volvió a la Fox para rodar una película llamada Me, Gangster.

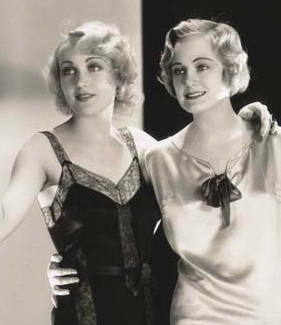
Lombard junto a Josephine Dunn en una fotografía promocional de la película Safety in Numbers.

Por aquella época, la industria del cine pasaba de la era muda al cine sonoro. Mientras algunos terminaron sus carreras debido al sonido, Lombard hizo una transición sin problemas. Su primera película con sonido fue High Voltage con Pathé, su nuevo estudio, en 1929.
En 1931, Lombard formó pareja con William Powell en Man of the World, con el que se casaría posteriormente. Casada por azar (No Man of her Own, 1932) unió a Lombard y a Clark Gable por primera y única vez. En aquel entonces estaba en los estudios Paramount y era una de sus estrellas.
Pero fue La comedia de la vida (1934) de Howard Hawks la que le dio la oportunidad de protagonizar un papel en una comedia.
En 1936, Lombard recibió su única nominación para el Oscar a la mejor actriz por Al servicio de las damas (My Man Godfrey, 1936). Lombard estuvo excelente en el papel de Irene Bullock. Sin embargo, el premio fue para Luise Rainer por El Gran Ziegfeld que también ganó por Mejor Película.
La reina de Nueva York fue una de sus películas más famosas, junto a Fredric March, consiguió llevarla a la fama.
Durante esa época, trabajaba en una película de su elección por año, aceptaba cualquier papel que le pareciera bueno. En cierta época se dijo que cobraba 35.000 dólares a la semana. Hizo dos películas en 1941, Matrimonio original única aproximación a la comedia de Alfred Hitchcock y la que sería su última película, Ser o no ser.

### Ser o no ser
Su última película Ser o no ser, dirigida por Ernst Lubitsch, en la que interpretó a la ficticia actriz de teatro polaca Maria Tura, fue su último gran éxito y según la crítica, el mejor de sus filmes. La película -una de las pocas comedias desarrolladas en un entorno en principio tan poco cómico como la Polonia recién invadida por la Alemania Nazi de Hitler-, es una de las más conocidas de la historia del cine.

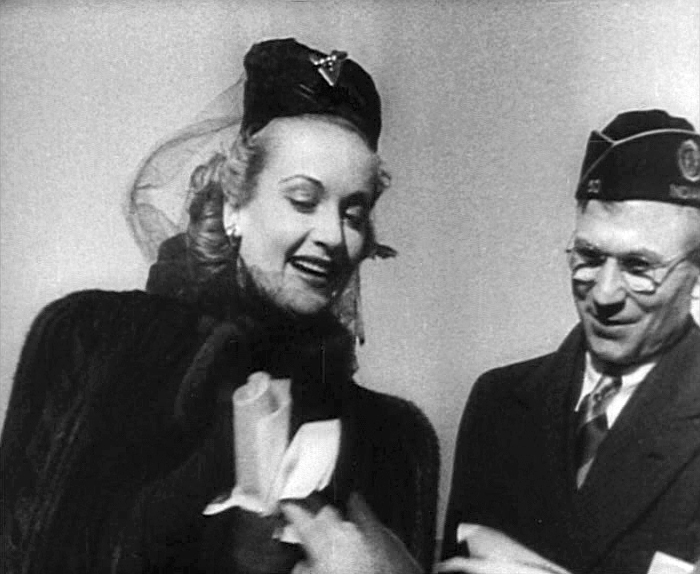
En Indianápolis, el 15 de enero de 1942.

Fue estrenada en febrero de 1942, en plena Segunda Guerra Mundial, con éxito de crítica y público. Pero Lombard no vivió para ver su estreno. Finalizado el rodaje en diciembre de 1941, justamente cuando Estados Unidos entraba en la Segunda Guerra Mundial después del ataque japonés a Pearl Harbor, el gobierno solicitó a los más importantes actores estadounidenses que colaboraran con la causa. Lombard fue al estado de Indiana para un acto de promoción de los bonos de guerra. El 16 de enero de 1942, ella, su madre, su apoderado y otras 20 personas regresaban a California cuando el avión, un Douglas DC-3, NC1946 de la Trans Continental and Western Air, cayó en las afueras de Las Vegas. Todos los ocupantes perecieron.
Su marido Clark Gable quedó destrozado y se unió a las tropas estadounidenses desplegadas en Europa. Cuando él murió, en 1960, se le enterró en una tumba junto a la de ella. Llegaron a modificar algunos diálogos de Ser o no ser, en posproducción, como cuando ella preguntaba: «¿Qué te puede pasar en un avión?».

## Filmografía selecta

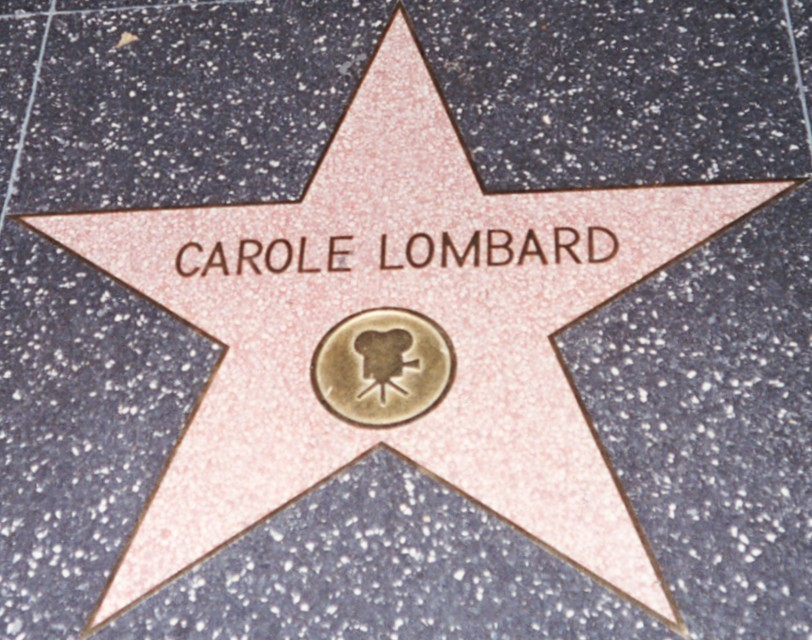
Estrella de Lombard en el Paseo de la Fama de Hollywood

| Año  | Película               |
| ---- | ---------------------- |
| 1925 | Días de colegial       |
| 1926 | Camino de la gloria    |
| 1927 | Mi chica preferida     |
| 1927 | Águilas triunfantes    |
| 1929 | Dinamita               |
| 1930 | Bandido por excelencia |
| 1931 | Acepto esta mujer      |
| 1933 | El águila y el halcón  |
| 1934 | La novia alegre        |
| 1934 | Ahora y siempre        |
| 1934 | Twentieth Century      |
| 1934 | Música sobre las alas  |
| 1934 | Bolero                 |
| 1935 | Candidata a millonaria |
| 1935 | Rumba                  |
| 1936 | My Man Godfrey         |
| 1937 | La Reina de Nueva York |
| 1937 | Comenzó en el Trópico  |
| 1939 | Dos mujeres y un amor  |
| 1939 | Lazo sagrado           |
| 1940 | Noche de angustia      |
| 1941 | Matrimonio original    |
| 1942 | Ser o no ser           |

## Premios y distinciones
Premios Óscar
| Año  | Categoría    | Película                 | Resultado |
| ---- | ------------ | ------------------------ | --------- |
| 1937 | Mejor actriz | Al servicio de las damas | Nominada  |